# Ibatia ganglinosa
Ibatia ganglinosa är en oleanderväxtart som först beskrevs av Vell., och fick sitt nu gällande namn av Morillo. Ibatia ganglinosa ingår i släktet Ibatia och familjen oleanderväxter. Inga underarter finns listade i Catalogue of Life.